# Tatlanika Creek
Der Tatlanika Creek ist ein etwa 96 Kilometer langer linker Nebenfluss des Tanana River im Interior des US-Bundesstaats Alaska.

## Flusslauf
Der Tatlanika Creek entsteht am Nordfuß der Alaskakette am Zusammenfluss von Sheep Creek (links, 12,5 km) und Moose Creek (rechts, 16,8 km) auf einer Höhe von 668 m. Beide Quellflüsse entspringen im Norden der Hayes Range, einem Abschnitt der Alaskakette. Der Moose Creek hat seinen Ursprung nördlich des Keevy Peak. Er nimmt 4 km oberhalb des Zusammenflusses mit dem Sheep Creek den 16 km langen Last Chance Creek als größeren Nebenfluss linksseitig auf. Der Tatlanika Creek fließt in überwiegend nordnordwestlicher Richtung, anfangs durch eine Hügellandschaft. Bei Flusskilometer 75 durchschneidet der Fluss einen niedrigen Höhenkamm und erreicht die Tanana-Kuskokwim-Niederung. Im Oberlauf bildet der Tatlanika Creek einen verflochtenen Fluss. Auf den unteren 50 Kilometern entwickelt der Fluss zahlreiche Flussschlingen. Der Tatlanika Creek mündet schließlich 20 km östlich von Nenana in den Tanana River.

## Einzugsgebiet
Der Tatlanika Creek entwässert ein Areal von etwa 560 km². Das Einzugsgebiet grenzt im Osten und im Süden an das des Wood River, im Südwesten an das des Healy Creek sowie im Westen an das des Totatlanika River.

## Namensgebung
Der Flussname stammt aus der Sprache der Tanana-Indianer. Der Flussname wurde von Bergarbeitern übernommen und 1906 von L. M. Prindle vom U.S. Geological Survey (USGS) gemeldet.